# I na kovbojky občas padne smutek (film)
I na kovbojky občas padne smutek (v originále Even Cowgirls Get the Blues) je americký hraný film z roku 1993, který režíroval Gus Van Sant podle stejnojmenného románu amerického spisovatele Toma Robbinse z roku 1976. Snímek měl světovou premiéru na Mezinárodním filmovém festivalu v Torontu 13. září 1993.

## Děj
Sissy Hankshawová má od narození nezvykle velké palce. Jako dospělá cestuje často autostopem. Stává se modelkou a pracuje pro Hraběnku, která na ranči Gumová růže vyrábí kosmetické produkty. Zde potkává skupinu kovbojek, kterou vede Bonanza Jellybeanová a Číňáka, syna japonských Američanů. Přestože je Sissy zasnoubená s Julianem Glitchem, navazuje vztah jak s Číňákem, tak s Bonanzou Jellybeanovou.

## Obsazení
| Tom Robbins              | vypravěč             |
| Uma Thurman              | Sissy Hankshaw       |
| Lorraine Bracco          | Delores Del Ruby     |
| Angie Dickinson          | slečna Adrian        |
| Pat Morita               | Číňák                |
| Keanu Reeves             | Julian Gitche        |
| John Hurt                | Hraběnka             |
| Rain Phoenix             | Bonanza Jellybeanová |
| Roseanne Arnold          | Madame Zoe           |
| Ed Begley Jr.            | Rupert               |
| Crispin Glover           | Howard Barth         |
| Buck Henry               | Dr. Dreyfus          |
| Carol Kaneová            | Carla                |
| Sean Youngová            | Marie Barthová       |
| Victoria Williams        | kovbojka Debbie      |
| Grace Zabriskie          | Hankshawová          |
| Ken Kesey                | Hankshaw             |
| Heather Graham           | kovbojka Heather     |
| Udo Kier                 | obchodní ředitel     |
| William Seward Burroughs | sám sebe             |
| Edward James Olmos       | hudebník             |
| River Phoenix            | poutník              |